# Thomas D. Howie
Pour les articles homonymes, voir Howie.
Thomas Dry Howie (12 avril 1908 – 17 juillet 1944) est un officier américain, tué lors de la bataille de Normandie pendant la Seconde Guerre mondiale, pendant la prise de la ville de Saint-Lô.

## Biographie
Thomas Dry Howie est né à Abbeville, en Caroline du Sud le 12 avril 1908. Il est diplômé en 1929 de The Citadel, dans le même état, où il est devenu délégué de sa classe, demi-offensif de l'équipe de football américain et capitaine de l'équipe de baseball. Il enseigne l'anglais et est entraîneur à la Staunton Military Academy, en Virginie, et intègre le réserve de l'armée américaine en 1932. En 1934, il est transféré à la Garde Nationale de Virginie, au 116e régiment d'infanterie, basé à Staunton.

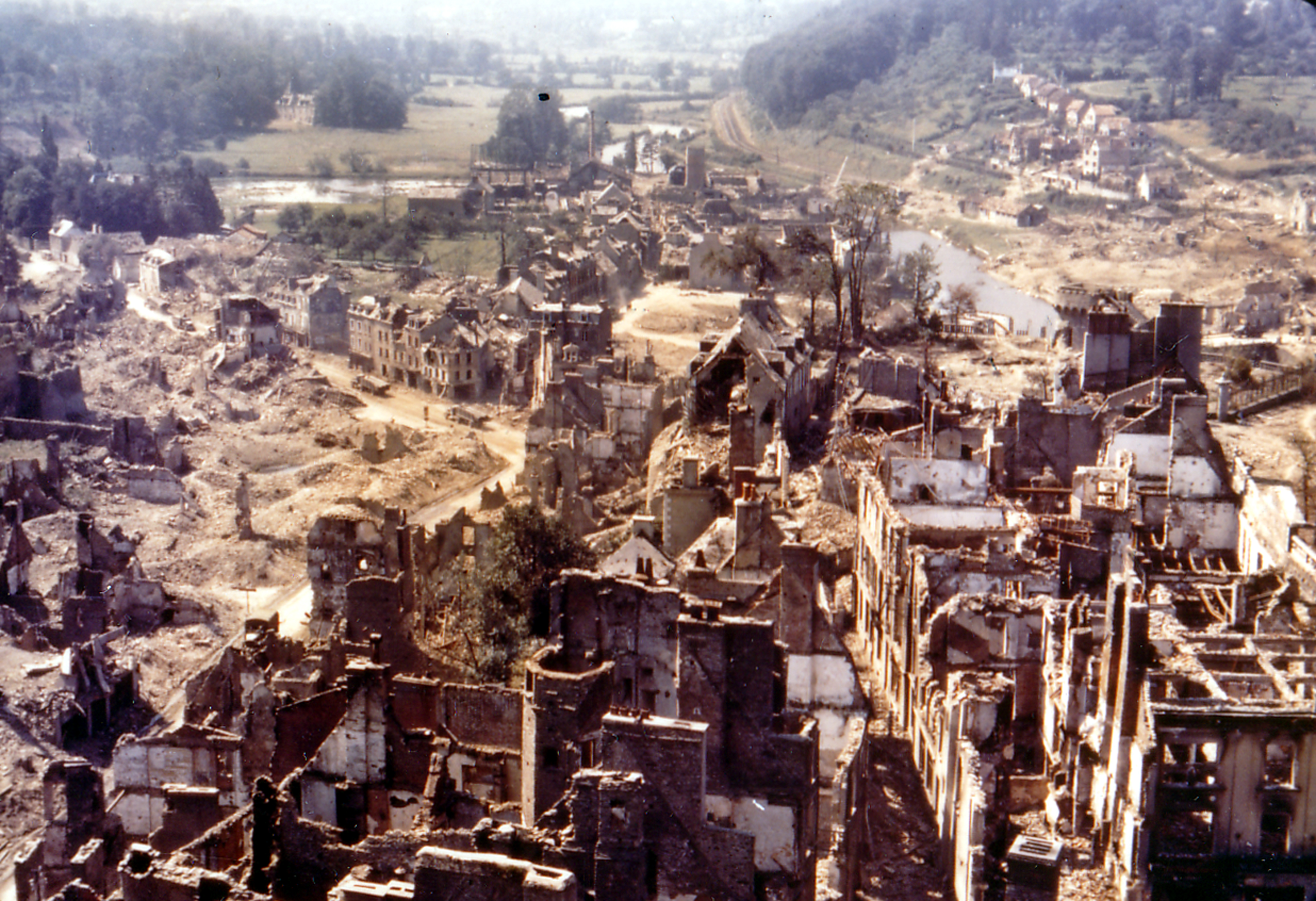
Ruine de la ville de Saint-Lô en 1944.

En 1941, la 29e division d'infanterie américaine, dont fait partie le 116e régiment d'infanterie, entre en service actif. Thomas Howie est transféré avec le régiment en septembre 1942 en Angleterre. Le 6 juin 1944, il débarque à Omaha Beach lors du Débarquement de Normandie. Le 13 juillet 1944, alors au grade de Major, Thomas Howie prend le commandement du 3e bataillon du 116e. La division se bat alors dans la bataille des haies pour la capture de Saint-Lô. Le 15 juillet, les trois bataillons du régiment stoppent leur avance vers la ville, par crainte d'une contre-attaque allemande, mais le 2e bataillon ne reçoit pas les ordres et continue son avance, au point de se retrouver isolé au carrefour de La Madeleine, près de Saint-Lô. Le 16, le 3e bataillon brise l'encerclement et vient à l'aide du 2e. Les deux bataillons reçoivent l'ordre de capturer le centre-ville, mais Howie et le Major Bingham du 2e jugent ce dernier hors d'état de combattre. Le colonel Dwyer ordonne au 3e de capturer seul le centre-ville. Le 17 juillet, Thomas Howie donne ses ordres et téléphone au Major General Charles Gerhardt « See you in Saint-Lô » (« À bientôt à Saint-Lô »). Mais vers 7 h 45, un éclat de mortier  le touche mortellement au dos.
Son corps est ensuite enterré au cimetière de La Cambe, alors cimetière provisoire américain, avant d'être transféré après la guerre au cimetière américain de Colleville-sur-Mer. Il est décoré à titre posthume de la Silver Star, de la Bronze Star, de la Purple Heart, et reçoit également la Légion d'Honneur.

## Le « Major de Saint-Lô »
Saint-Lô est libéré le 18 juillet 1944. Le général Gerhardt ordonne que le corps du major Howie soit enveloppé dans un drapeau américain et transporté sur le capot d'une jeep à l'avant du convoi entrant dans la ville. Le corps drapé est déposé sur les ruines de l'église Sainte-Croix. La photo de son corps enveloppé devient rapidement une image iconique de la guerre aux États-Unis. Son nom n'est pas communiqué pour cause de brouillard de guerre, le correspondant de guerre du New York Times, Drew Middleton, le surnomme alors le « major de Saint-Lô ». Andy Rooney, reporter au Stars and Stripes, assiste à l'événement, « véritablement une des scènes les plus réconfortantes et émouvantes d'une guerre horrible et affreuse », dit-il.

## Mémoire

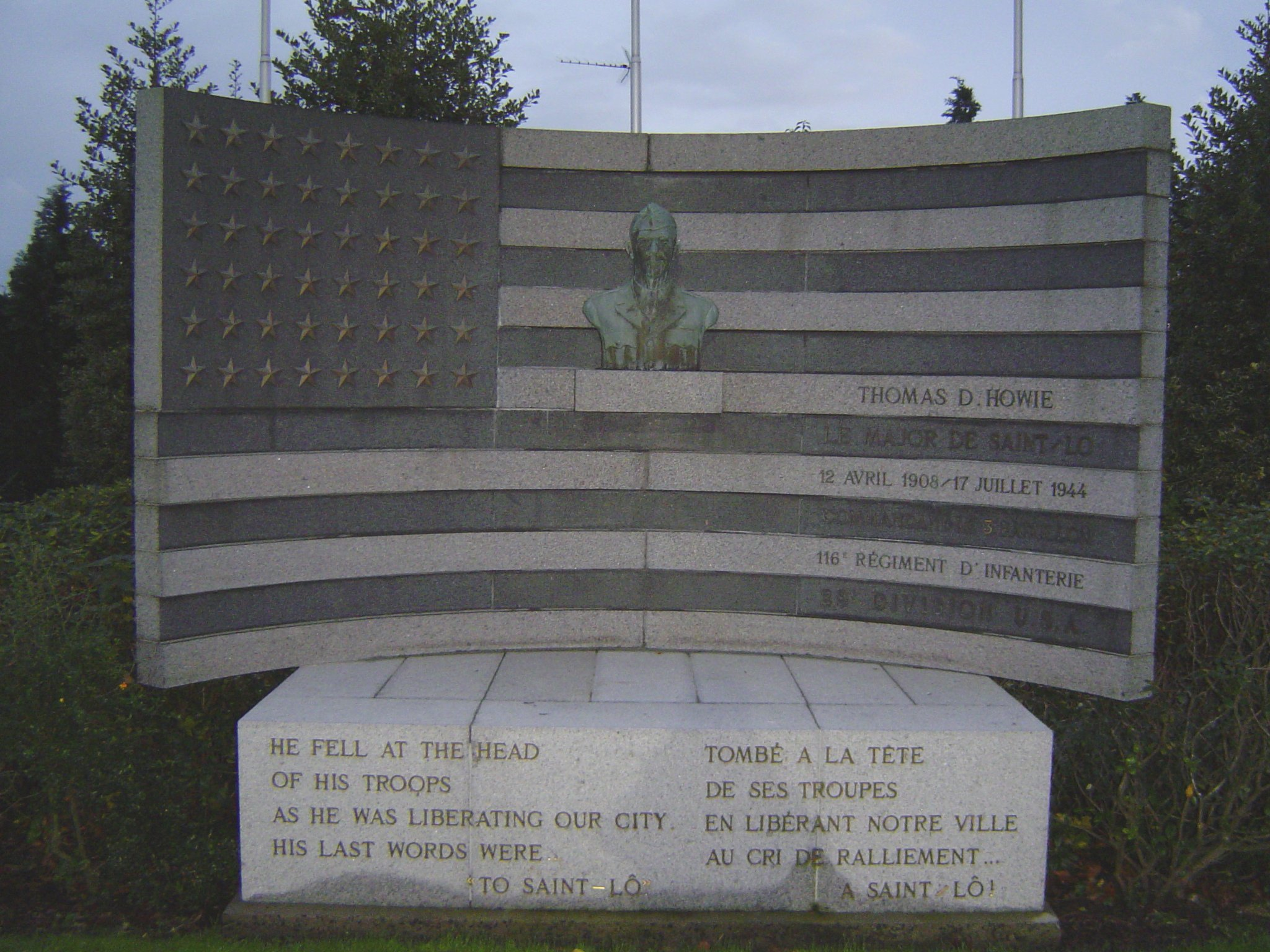
Monument à Thomas Howie, à Saint-Lô.

En 1956, le magazine Collier's imprime l'histoire de Thomas Howie, écrite par Cornelius Ryan. Elle est transposée en épisode télévisé de la série Cavalcade of America et diffusée le 5 juin 1956, l'acteur Peter Graves jouant le rôle de Thomas Howie. Le clocher du campus de The Citadel a été dédicacé en sa mémoire, et une fresque murale représente son corps transporté à Saint-Lô sur la frise de l'histoire de l'école. À la Staunton Military Academy (en), une équipe d'entrainement a été nommé en son honneur les Howie Rifles.

## Sources et Références
- Comment le major Howie est entré dans la légende - Ouest-France
- Major Howie sur le site du Normandy American Cemetery
- Bio and Major Howie in Normandy 1944
- Text of a speech given by Howie in 2003
- « Staunton Military Academy alumni »(Archive.org • Wikiwix • Archive.is • Google • Que faire ?) (consulté le 10 juillet 2017)
- « "Cavalcade of America" The Major of St. Lo (1956) » (présentation de l'œuvre), sur l'Internet Movie Database
- (en) St. Lo, United States Army Center of Military History, coll. « American Forces in Action Series », 1994 (1re éd. 1946) (lire en ligne), « Last Phase of the Battle »
- (en) William H. Hammond, Normandy, United States Army Center of Military History, coll. « The U.S. Army Campaigns of World War II » (lire en ligne)